# Sistema di credito sociale
Il sistema di credito sociale (SCS, in cinese 社会信用体系S, shèhuì xìnyòng tǐxìP) è un sistema di valutazione nazionale implementato dal governo della Repubblica Popolare Cinese che consente di tracciare e valutare l'affidabilità di aziende, individui e istituzioni governative. Il metodo di regolamentazione nazionale si basa su vari gradi di liste bianche e liste nere, e serve soprattutto come strumento di valutazione del rischio finanziario.
Negli anni si è diffusa l'idea errata che la Cina gestisca un "punteggio" di credito sociale, unitario e nazionale, basato sul comportamento individuale, che porta a punizioni se il punteggio è troppo basso. I media occidentali hanno talvolta esagerato o descritto in modo impreciso questo concetto. Secondo un rapporto del febbraio 2022 del Mercator Institute for China Studies (MERICS), il "punteggio" del credito sociale è un mito, poiché "non esiste un punteggio che determini il posto del cittadino nella società". L'Australian Centre on China in the World ha riportato che sul tema è stata fatta disinformazione e che il sistema è più incentrato sulle attività economiche piuttosto che su quelle politiche o sociali.
Nel 2019, il governo centrale ha espresso insoddisfazione per le città pilota che sperimentavano i punteggi di credito sociale. Queste hanno poi interrotto i loro sistemi basati sui punti o li hanno limitati a una partecipazione volontaria.

## Pianificazione della Creazione del Sistema di Credito Sociale
Nel 2014 il China Copyright and Media riportava che il Sistema di Credito Sociale è un esempio dell'approccio di "top-level design" (顶层设计) cinese. È coordinato dal "Gruppo Dirigente Centrale per l'Approfondimento di Riforme Comprensive". Secondo la "Pianificazione della Creazione del Sistema di Credito Sociale (2014-2020)" emanata dal Consiglio di Stato, il Sistema di Credito Sociale si concentrerà su quattro aree: "onestà negli affari di governo" (政务诚信), "integrità commerciale" (商务诚信), "integrità sociale" (社会诚信) e "credibilità giudiziaria" (司法公信).
Il governo cinese pianificava il completamento e l'implementazione delle fondamenta del SCS entro il 2020, ma la data è stata rimandata per via della pandemia di Covid-19.
La struttura originaria spesso descritta dai notiziari dei paesi occidentali (la "Notifica del Consiglio di Stato riguardante l'emanazione della Pianificazione della Creazione del Sistema di Credito Sociale (2014-2020)") fu emanata dal Consiglio di Stato cinese il 14 giugno 2014. Rogier Creemers, ricercatore del programma "Comparative Media Law and Policy" all'università di Oxford ha curato una traduzione del documento.
L'obiettivo dell'iniziativa, secondo i piani, è quella di "aumentare la consapevolezza riguardo all'importanza dell'integrità e del livello di credibilità all'interno della società". L'SCS viene presentato come un importante strumento per perfezionare l'economia socialista di un mercato (完善社会主义市场经济体制) così come un modo per rafforzare e innovare il modo di dirigere la società (加强和创新社会治理).
Inoltre, l'SCS è stato ideato anche con l'obiettivo di risolvere il problema della mancanza di fiducia all'interno del mercato cinese. I sostenitori del progetto sono convinti che aiuterà a eliminare problemi come la mancanza di salubrità nel cibo, le truffe e la contraffazione dei beni.
Nel 2017 si riportava che l'SCS sarebbe rimasto confinato alla Cina continentale, e che non sarebbe entrato in vigore a Hong Kong e Macao. Si sosteneva che i piani per l'implementazione del sistema non parlavano di una distinzione tra imprese cinesi e imprese straniere che operano nel mercato cinese, il che implicava la possibilità che anche le imprese straniere che operano in Cina sarebbero state sottoposte alla classificazione all'interno del sistema.

### Implementazione
Nel 2015, è stata concessa a otto aziende la licenza affinché cominciassero a sviluppare dei prototipi di sistemi di credito. Tra le imprese selezionate, vi erano Ant Financial di Alibaba Group e lo sviluppatore di software Tencent.
Nel 2017 veniva riportato che, all'inizio della fase di sperimentazione, i sistemi di credito creati da queste imprese utilizzavano banche di dati come il Sesame Credit di Ant Financial Services Group.

## Credito Sociale per le imprese
Per le imprese, il Sistema di Credito Sociale è stato ideato come meccanismo di regolamentazione del mercato. L'obiettivo è quello di stabilire una struttura di regolamentazione auto-imposta, alimentata da big data, all'interno di cui le imprese si controllano tra di loro (企业自我约束). L'idea di base è che con un sistema di credito funzionale attivo, le aziende si impegneranno a conformarsi con le politiche e le regolamentazioni del governo per evitare che il loro punteggio si abbassi. Per come è stato pensato, le imprese con punteggi alti avranno dei vantaggi come migliori condizioni sui prestiti, tasse più basse e più opportunità di investimento. Le imprese con punteggi bassi, potenzialmente riceveranno condizioni svantaggiose per nuovi prestiti, tasse più alte, restrizioni sugli investimenti, e opportunità minori di partecipare a progetti finanziati dal settore pubblico. I piani del governo prevedono anche monitoraggio in tempo reale delle attività delle imprese. In quel caso, infrazioni da parte di un'impresa potrebbero risultare in un abbassamento istantaneo nel punteggio. Tuttavia, se questo succederà o meno, dipende sia da come verrà implementato il sistema in futuro, sia dall'esistenza di tecnologie necessarie per questi tipi di controlli.

## Disinformazione
I mezzi di comunicazione di massa in lingua inglese hanno riportato notizie false e imprecisioni a causa di errori di traduzione, sensazionalismo, informazioni contrastanti e mancanza di analisi esaustive, tra cui il fatto che i cittadini cinesi siano premiati e puniti in base al "punteggio" del credito sociale assegnato dal sistema, che le sue decisioni siano prese dall'intelligenza artificiale e che il sistema monitori costantemente i cittadini.
Nel novembre 2018, Foreign Policy riportava che in Cina non esisteva alcun sistema di classificazione unico e onnipervasivo come raccontato dai media.
Nel maggio 2018, Rogier Creemers dell'Università di Leida ha affermato che, nonostante le intenzioni del governo cinese di utilizzare i big data e l'intelligenza artificiale, il metodo di regolamentazione del SCS rimane relativamente grezzo. La sua ricerca ha concluso che è "... forse più accurato concepire l'SCS come un ecosistema di iniziative che condividono ampiamente una logica di fondo simile, piuttosto che una macchina completamente unificata e integrata per il controllo sociale".
Nel novembre 2018, Bing Song, direttore del Berggruen Institute China Center, ha pubblicato un articolo sul Washington Post, sostenendo che i media e le istituzioni occidentali hanno riportato in modo errato i dettagli e i meccanismi del sistema di credito sociale. L'articolo suggerisce che i media hanno confuso i meccanismi di segnalazione dei punteggi privati con il sistema nazionale. Ha inoltre sottolineato che le sanzioni vengono eseguite in base alle leggi e ai regolamenti della Corte Suprema, mentre le società di punteggio private e le agenzie governative non sono in grado di emettere sanzioni. Ha sostenuto che i resoconti diffusi dai media spesso ignorano il fatto che i governi locali possono essere presi di mira nelle liste nere e i sistemi di punteggio e i loro effetti sono stati esagerati da molte storie dei media. Ha inoltre sostenuto che le aspettative culturali del governo e del suo ruolo in Cina sono diverse da quelle di altri Paesi.
Nel luglio 2019, secondo Jeremy Daum dell'Università Yale, la disinformazione sul SCS cinese è dovuto a errori di traduzione e alla differenza nell'uso delle parole tra il cinese e l'inglese.
Nel maggio 2019, Logic ha pubblicato un articolo di Shazeda Ahmed, il quale sostiene che "i media stranieri hanno distorto il sistema di credito sociale in una distopia tecnologica molto lontana da ciò che sta realmente accadendo in Cina". L'autrice ha sottolineato che le idee sbagliate più diffuse includono la convinzione che i dati di sorveglianza siano collegati a un database centralizzato, che le attività umane online e offline siano assegnate con valori reali che possono essere dedotti e che ogni cittadino in Cina abbia un punteggio numerico calcolato da un algoritmo informatico.
Nel febbraio e nel marzo 2019, MIT Technology Review ha dichiarato che "in Occidente il sistema è molto controverso e spesso viene dipinto come un regime di sorveglianza alimentato dall'intelligenza artificiale che viola i diritti umani". Tuttavia, la rivista ha riferito che "molti studiosi sostengono che i punteggi del credito sociale non avranno l'effetto di controllo su larga scala che si presume... il sistema agisce più come uno strumento di propaganda che come uno strumento di applicazione" e che "gli esperti sottolineano che si tratta semplicemente di un'estensione della lunga tradizione della cultura cinese di promuovere un buon comportamento morale e che i cittadini cinesi hanno una prospettiva completamente diversa sulla privacy e sulla libertà".
Nel marzo 2021, The Diplomat ha osservato che l'ipotesi degli osservatori occidentali che il Sistema di credito sociale sia un sistema di sorveglianza orwelliano esagera la realtà e lo scopo del sistema nella vita reale. Nonostante l'affermazione, il sistema di credito sociale è "un'estensione dei rating di valutazione del rischio di emissione di obbligazioni introdotti in Cina negli anni '80" e serve principalmente come strumento di valutazione del rischio finanziario.
Nell'ottobre del 2021, il think tank The Jamestown Foundation, con sede a Washington, ha analizzato il funzionamento del sistema di credito sociale cinese e ha concluso che ci sono state diffuse interpretazioni errate riguardo alla funzione e al meccanismo del SCS. Il think tank ha riscontrato che le percezioni errate di un sistema di valutazione dei cittadini basato su algoritmi hanno origine dalle prime analisi che hanno confuso i meccanismi di applicazione della normativa e le campagne di propaganda morale dell'iniziativa dell'SCS. Inoltre, molti non sono riusciti a distinguere tra i regolamenti governativi e i sistemi di rating privati. Le aziende hanno promosso in modo iperbolico le capacità predittive dei punteggi, che potrebbero aver risuonato con l'ansia e le preoccupazioni dell'Occidente per la raccolta dei dati aziendali e l'accesso del governo alle informazioni personali.
Nel 2022, gli accademici Diana Fu e Rui Hou hanno notato la persistenza di idee sbagliate occidentali nel loro articolo "Rating Citizens with China's Social Credit System" (Valutazione dei cittadini con il sistema di credito sociale cinese), affermando: "Gli articoli dei media occidentali hanno inizialmente paragonato il sistema a un episodio della serie fantascientifica britannica Black Mirror, in cui il comportamento quotidiano degli individui, fino alle minuzie, viene tracciato e valutato da altre persone e da un governo "grande fratello". Da allora, studiosi e giornalisti hanno cercato di dissipare questa rappresentazione distopica del sistema di credito sociale, ma l'immagine ha continuato a vivere, in particolare dopo che l'amministrazione di Donald Trump ha iniziato a usarla come parte della sua politica anti-Cina nel 2017 e 2018".
Nel 2022 il Mercator Institute for China Studies riporta che negli anni si è diffusa l'idea errata che il SCS cinese porti a punizioni verso i cittadini se il loro punteggio risulti troppo basso in base ai loro comportamenti sociali. I media occidentali hanno talvolta esagerato o descritto in modo impreciso questo concetto. L'istituto ritiene che il "punteggio" del credito sociale sia un mito, poiché "non esiste un punteggio che determini il posto del cittadino nella società [cinese]".
Nel 2023, l'accademico Filip Šebok ha scritto che forse il mito più comune associato al credito sociale è che esiste un unico punteggio numerico che registra il comportamento degli individui. Non esiste un punteggio di questo tipo.
L'accademico Vincent Brussee scrive che, a partire dal 2023, "centinaia di titoli hanno discusso del sistema, ma pochi hanno sistematicamente analizzato cosa sia e come funzioni il [sistema di credito sociale]". Alcuni studi fanno riferimento all'ambizione "mozzafiato" del sistema e alle "massicce quantità di dati comportamentali" che vi confluiscono, senza però suffragare in alcun modo queste affermazioni. Altri si basano su ipotesi su come sarà il sistema, ipotizzando erroneamente che tutti riceveranno un punteggio di credito sociale, che questo punteggio sarà disponibile pubblicamente e che una cattiva valutazione avrà conseguenze di vasta portata. È come un gioco di sussurri cinesi finito male".
Nel 2024 l'Australian Centre on China in the World ha criticato la disinformazione sul tema, sostenendo che "centinaia di titoli in tutto il mondo hanno affermato che il Sistema di Credito Sociale controllerà ogni fase della vita dei cittadini. Queste narrazioni raramente hanno trovato riscontro nella realtà. Il Sistema di Credito Sociale per la maggior parte non si basa su punteggi, è digitalmente frammentato e altamente incompleto, e si concentra su attività economiche piuttosto che politiche o sociali".